# Paronychia setigera
Paronychia setigera là loài thực vật có hoa thuộc họ Cẩm chướng. Loài này được (Gillies) F. Herm. mô tả khoa học đầu tiên năm 1937.